# Fosa Miejska we Wrocławiu
Fosa Miejska we Wrocławiu, německy Stadtgraben in Breslau a česky lze přeložit jako Městský vodní příkop ve Vratislavi, je vodní příkop - pozůstatek složitého systému vratislavského městského opevnění, který se z velké části opíralo o přirozené i umělé úseky řek Odra a Oława. Vodní příkop byl součástí vnějšího prstence opevnění a leží podél ulice Podwale v městské čtvrti Stare Miasto města Wrocław (Vratislav) v Polsku. Nachází se také v Dolním Slezsku v geomorfologickém celku Pradolina Wrocławska a v Dolnoslezském vojvodství.

## Historie a popis
Vnitřní příkop, známý jako Městská oława nebo Černá oława, vznikl ve 13. století. Brzy však byla také ve 13. století vymezena vnější linie dalším vnějším vodním příkopem vzdáleným asi 300 m od prvního příkopu. Podél příkopu byla postavena hradba s věžemi, v raném novověku doplněná baštami. Ty byly v 17. století přestavěny. Po obsazení města vojsky Rýnského spolku, které vedl Jérôme Bonaparte, byla nařízena demolice opevnění, jež proběhla v letech 1807-1810. Při ní byly systematicky zasypány další úseky obou příkopů. Vnitřní příkop byl zcela zbořen až kolem roku 1869. Poslední část vnějšího příkopu spolu s napojením na řeku Oławu byla odstraněna až v 70. a 80. letech 19. století. Z opevnění/příkopu se zachovaly cenné fragmenty. Na místě bývalých hradeb vznikla promenáda. Rozhodovalo se také několikrát o úplném zasypání vodních příkopů. Později se na příkopech prováděly pouze konzervační práce a první důkladné odbahnění a vyčištění se uskutečnilo až kolem roku 1965 a při této příležitosti bylo kromě četných odpadků odstraněno i velké množství nevybuchlé munice a střeliva z druhé světové války.

## Další informace
Fosa Miejska je celoročně veřejně přístupná a kolem ní vede několik turistických a cyklistických tras, např. Rowerowy Szlak Odry (Cyklistická trasa řeky Odry).

## Galerie

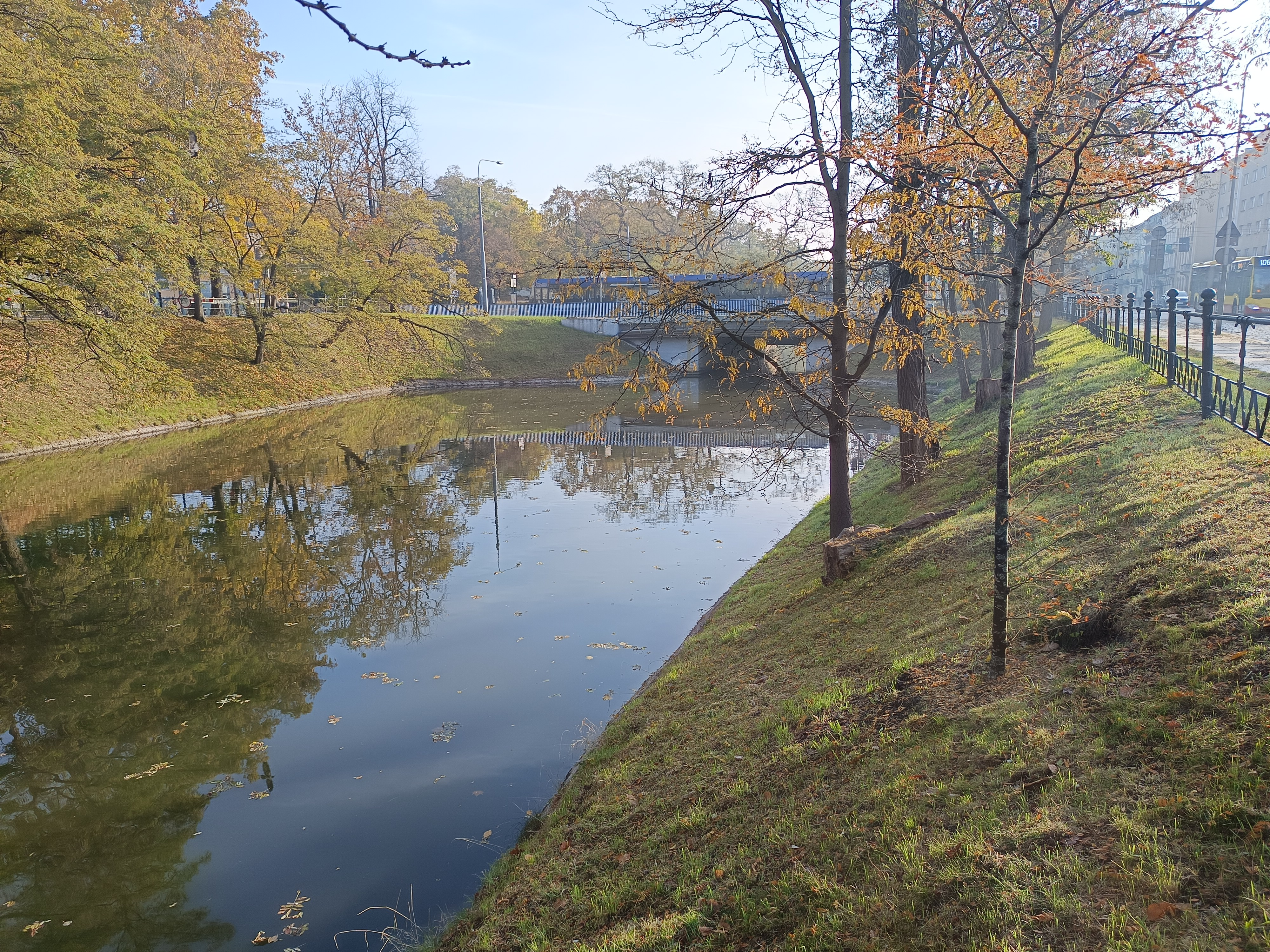
Most Księdza Piotra Skargi
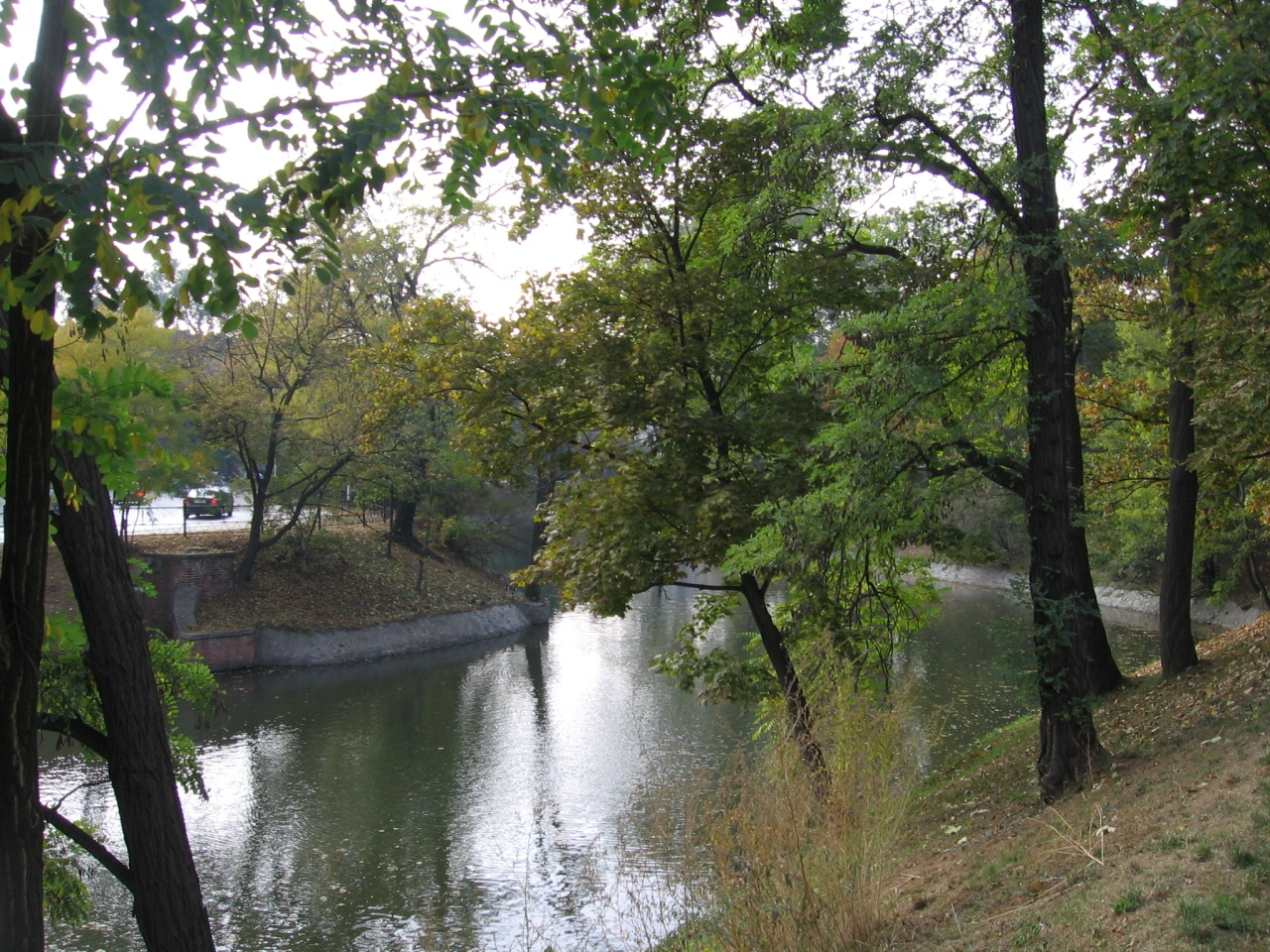
Ulice Podwale
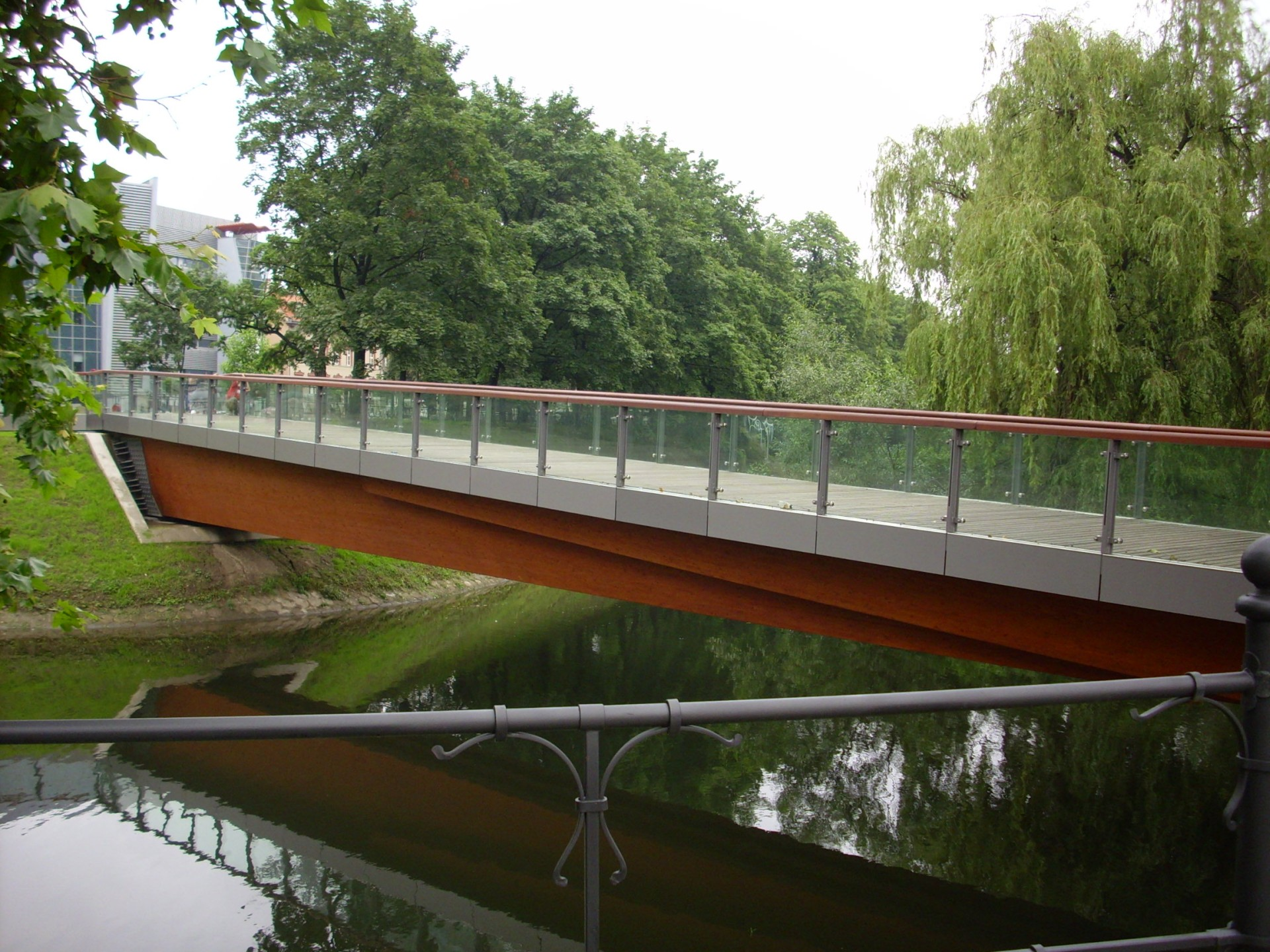
Lávka pro pěší
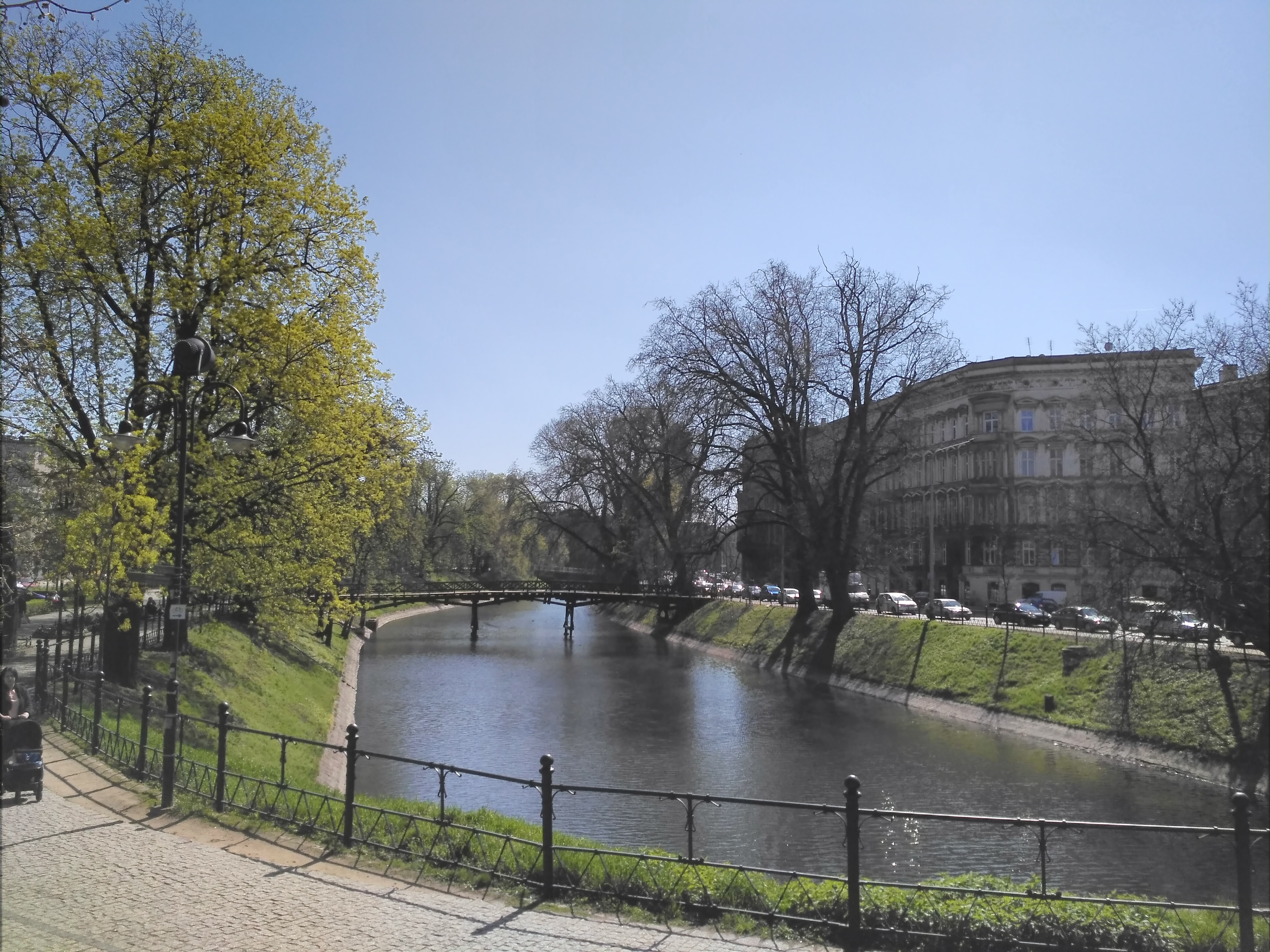
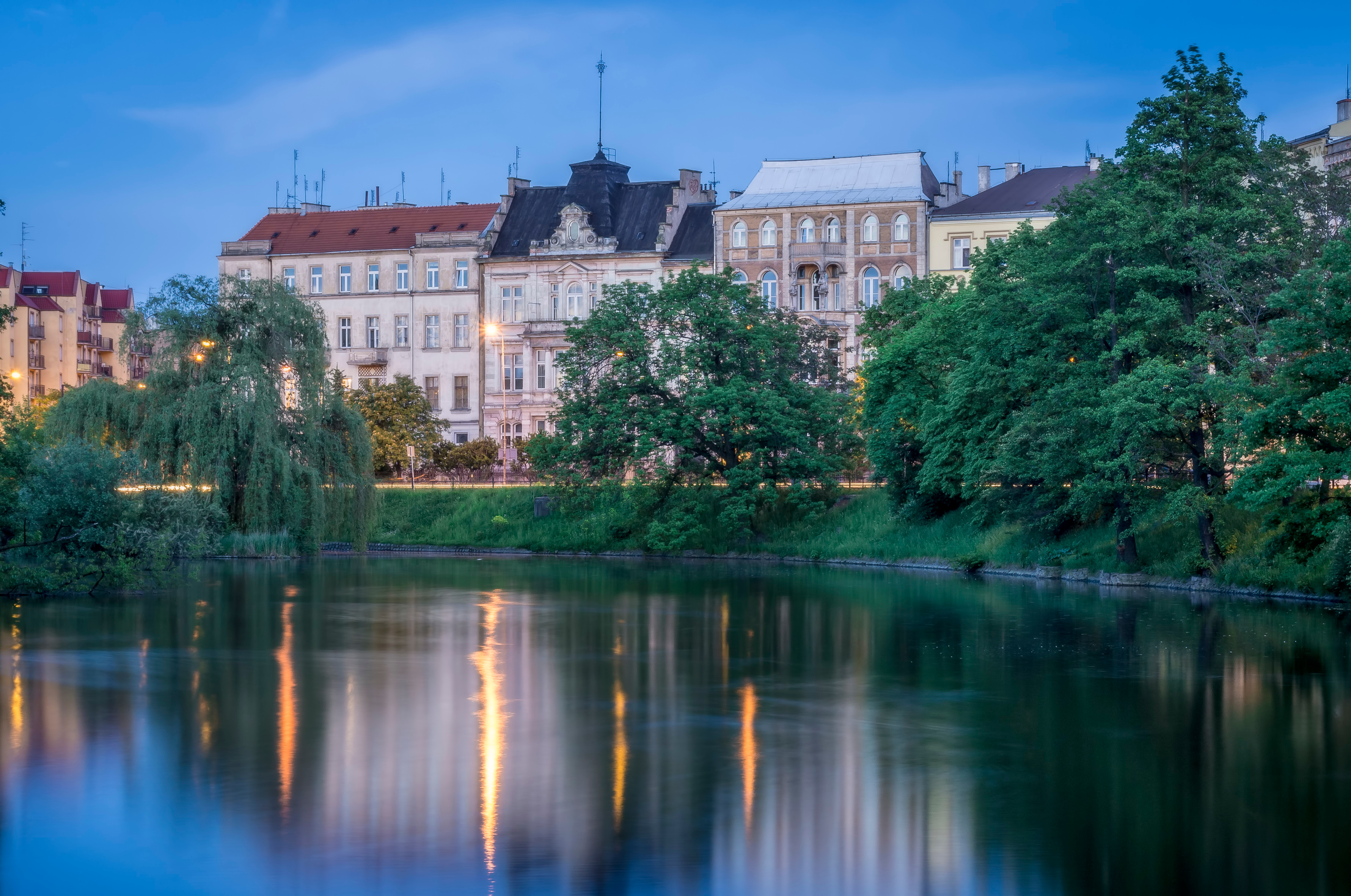
Ulice Podwale
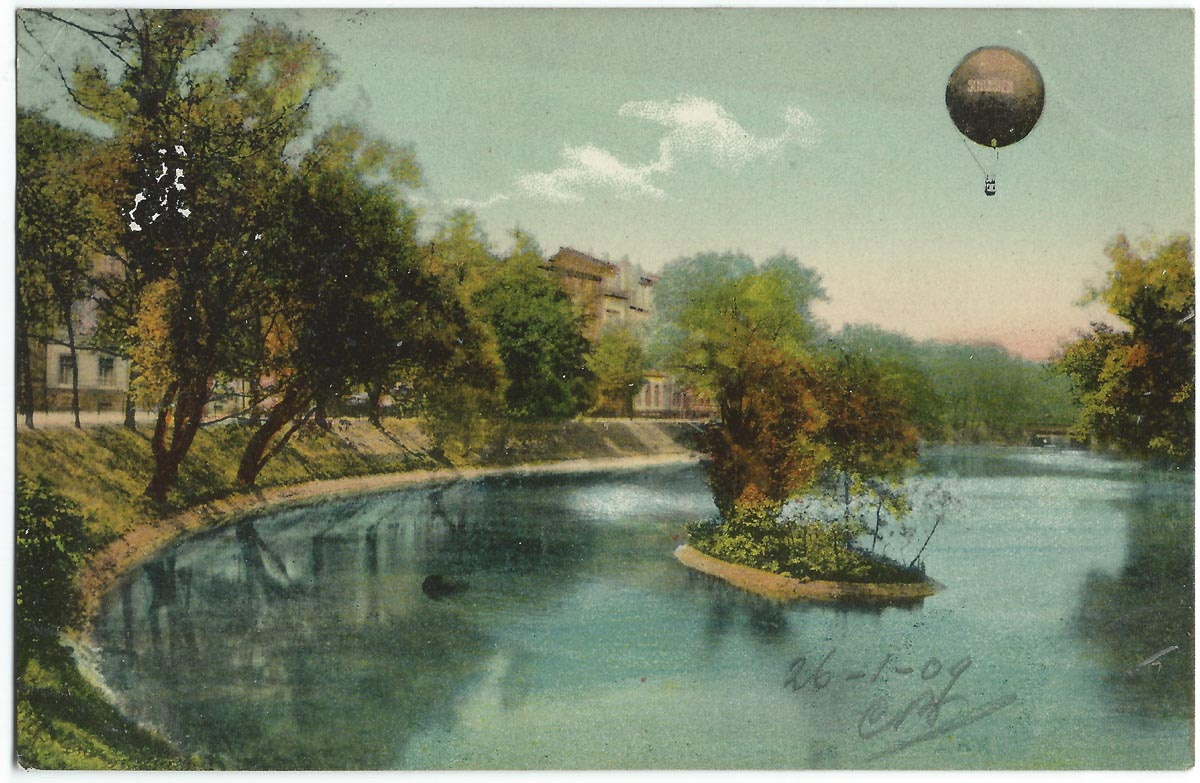
Pohlednice z počátku 20. století